# Vicente Ribas Prats
Vicente Ribas Prats (Ibiza, 12 maggio 1968) è un vescovo cattolico spagnolo, dal 13 ottobre 2021 vescovo di Ibiza.

## Biografia
Vicente Ribas Prats è nato a Ibiza il 12 maggio 1968.

### Formazione e ministero sacerdotale
Ha compiuto gli studi ecclesiastici nel seminario metropolitano di Moncada e presso la sede di Valencia del Pontificio istituto Giovanni Paolo II per studi su matrimonio e famiglia.
Il 12 ottobre 1996 è stato ordinato presbitero per la diocesi di Ibiza da monsignor Javier Salinas Viñals. In seguito è stato vicario parrocchiale della parrocchia della Santa Croce a Ibiza dal 1996 al 2000; parroco delle parrocchie di Santa Gertrude a Santa Eulària des Riu e di San Matteo a Sant Antoni de Portmany e amministratore parrocchiale della parrocchia di San Michele a Sant Joan de Labritja dal 2000 al 2006; cappellano del Colegio Sa Real e delegato per la pastorale vocazionale dal 2001 al 2020; parroco della parrocchia di San Michele a Sant Joan de Labritja, membro del collegio dei consultori e arciprete di Santa Eulalia Martire dal 2006 al 2020; parroco della parrocchia di Santa Eulalia Martire a Santa Eulària des Riu e di nuovo della parrocchia di San Matteo a Sant Antoni de Portmany dal 2008 al 2020; canonico del capitolo della cattedrale della Vergine delle Nevi a Ibiza dal 2009 e vicario generale dal 2010 al 2020. Il 4 febbraio del 2020 il collegio dei consultori lo ha eletto amministratore diocesano.

### Ministero episcopale
Il 13 ottobre 2021 papa Francesco lo ha nominato vescovo di Ibiza. Ha ricevuto l'ordinazione episcopale il 4 dicembre successivo nel Recinto Ferial di Ibiza dall'arcivescovo Bernardito Cleopas Auza, nunzio apostolico in Spagna e Andorra, co-consacranti i cardinali Antonio Cañizares Llovera, arcivescovo metropolita di Valencia, e Juan José Omella Omella, arcivescovo metropolita di Barcellona. Durante la stessa celebrazione ha preso possesso della diocesi.
In seno alla Conferenza episcopale spagnola è membro della commissione per la pastorale sociale e la promozione umana dall'aprile del 2022.

## Genealogia episcopale
La genealogia episcopale è:
- Cardinale Scipione Rebiba
- Cardinale Giulio Antonio Santori
- Cardinale Girolamo Bernerio, O.P.
- Arcivescovo Galeazzo Sanvitale
- Cardinale Ludovico Ludovisi
- Cardinale Luigi Caetani
- Cardinale Ulderico Carpegna
- Cardinale Paluzzo Paluzzi Altieri degli Albertoni
- Papa Benedetto XIII
- Papa Benedetto XIV
- Cardinale Enrique Enríquez
- Arcivescovo Manuel Quintano Bonifaz
- Cardinale Buenaventura Córdoba Espinosa de la Cerda
- Cardinale Giuseppe Maria Doria Pamphilj
- Papa Pio VIII
- Papa Pio IX
- Cardinale Gustav Adolf von Hohenlohe-Schillingsfürst
- Arcivescovo Salvatore Magnasco
- Cardinale Gaetano Alimonda
- Cardinale Agostino Richelmy
- Vescovo Giuseppe Castelli
- Vescovo Gaudenzio Binaschi
- Arcivescovo Albino Mensa
- Cardinale Tarcisio Bertone, S.D.B.
- Arcivescovo Bernardito Cleopas Auza
- Vescovo Vicente Ribas Prats